# Pherne parallelia
Pherne parallelia là một loài bướm đêm trong họ Geometridae.